# 鬼坊主清吉

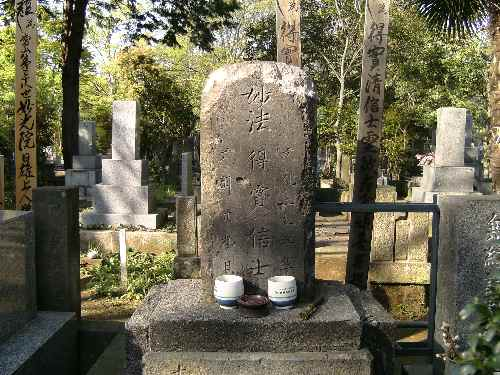
雑司が谷霊園にある鬼坊主清吉の墓

鬼坊主 清吉（おにぼうず せいきち、安永5年（1776年） - 文化2年6月27日（1805年7月23日））こと無宿清吉は、江戸時代の盗賊である。
「坊主」はあだ名で僧侶ではなく、身体が大きく風体が異様だったことから。

## 生涯
牛込生まれ。父は漁師をしていたらしいが家は貧しく、京橋の加治屋という商家へ奉公に出される。盗みで捕縛され、入墨を入れられ重敲の刑を受けたが、非人小屋に入って入墨を消し日雇いとなった。しかし、入墨を消した罪で再び捕縛され、再度入墨を入れられた上で江戸追放の刑を受けた。しかしそんなものは鬼坊主にとって何の意味もなく、数人の仲間と徒党を組み、路上強盗、引ったくり、武装強盗を連日にわたって繰り返し、懸命の捜査を行う町奉行や火付盗賊改方をあざ笑うかのごとく、江戸中を蹂躙した。
あまりの神出鬼没ぶりに、この種の犯罪としては異例の人相書（通常は人相書が出回る罪は当時最も重罪だった逆罪、すなわち主人や親を殺傷する罪である）が作成され、非常捜査体制である捕物出役まで発動された。そのため上方へ逃亡し、文化2年（1805年）4月に捕縛された。なお捕縛された場所については、京都の大仏堂前と伊勢の津との2説がある。
同年4月24日、江戸へ護送され、有名人である鬼坊主を一目見ようと群衆が押し寄せた。鬼坊主は北町奉行小田切直年の尋問に対して罪を認め、2ヵ月後の6月27日、市中引き回しの上、小塚原で仲間2名（無宿左官粂こと粂次郎24歳、無宿三吉こと入墨吉五郎28歳）と共に獄門にかけられた。享年30。
辞世は「武蔵野に名も蔓（はび）こりし鬼薊（おにあざみ）　今日の暑さに乃（かく）て萎（しお）るる」。
墓所は、東京都豊島区の雑司ヶ谷霊園。

## 鬼坊主清吉が登場する作品

### 歌舞伎
- 『小袖曾我薊色縫』『花街模様薊色縫』（十六夜清心）
十六夜清心の主人公である極楽寺の僧侶・清心が、盗賊となった後にこの名を名乗る。

### 小説
- 池波正太郎「鬼坊主の女」-『にっぽん怪盗伝』収録。1968年にサンケイ新聞出版局から刊行、後に角川文庫で再版。
原作小説「鬼坊主の女」は『鬼平犯科帳』シリーズには含まれていない。また小説に登場する火付盗賊改方長官の長谷川平蔵は、実際には鬼坊主清吉が捕縛・処刑される10年ほど前に死去しているため、あくまでもフィクション作品である。

### テレビドラマ
- 『鬼平犯科帳』シリーズ（NET→テレビ朝日→フジテレビ）
  - 『鬼平犯科帳 (八代目松本幸四郎版)』第1シリーズ第33話「鬼坊主の花」（NET・東宝） - 1970年5月19日放送、初映像化。鬼坊主清吉役：初代三波伸介。
  - 『鬼平犯科帳（二代目中村吉右衛門版）』第4シリーズ第8話「鬼坊主の女」（フジテレビ・松竹）- 1993年2月10日放送、鬼坊主清吉役：ガッツ石松。